# Ary Borges
Ariadina Alves Borges (São Luís, 28 december 1999) is een Braziliaans voetbalspeelster die als middenvelder actief is bij het Amerikaanse Racing Louisville FC en de nationale ploeg van Brazilië.

## Biografie
Ary Borges werd in 1999 geboren in São Luís, Maranhão, maar verhuisde naar São Paulo toen ze tien jaar oud was. Daar sloot ze zich aan bij het jeugdteam van Santos FC en was een van de drie meisjes die naast de jongens speelde. Op 11-jarige leeftijd stapte ze over naar Centro Olímpico en speelde ze in het meisjesteam onder 15, aangezien er geen onder 13 was.
In 2017 keerde Ary Borges terug naar haar geboortestreek in de noordoostelijke regio om twee seizoenen profvoetbal te spelen bij Sport Recife, voordat ze in 2019 toetrad tot het pas opnieuw gevormde São Paulo. Ze was een belangrijke speler in het team dat promoveerde naar de Braziliaanse vrouwenvoetbaldivisie A1. Na een jaar vertrok ze naar rivaal Palmeiras.
In december 2022 tekende Borges een contract bij de Amerikaanse club Racing Louisville FC.

## Internationale carrière
Borges speelde voor het Braziliaans elftal onder 20 tijdens het Zuid-Amerikaanse voetbal vrouwen onder 20 - 2018 en het daaropvolgende Wereldkampioenschap voetbal vrouwen onder 20 - 2018.
Ze werd voor het eerst opgeroepen voor het Braziliaans nationaal team in september 2020, door coach Pia Sundhage voor een trainingskamp in Nova Granja Comary dat vanwege de coronapandemie beperkt was tot enkel speelsters uit de Braziliaanse competitie. Ze debuteerde  op 17 september 2021 als invaller in de 63e minuut in een vriendschappelijke wedstrijd tegen Argentinië in Amigão, Campina Grande, Paraíba. Ze scoorde haar eerste twee doelpunten in een 6-1 overwinning op India tijdens het Internationale vrouwenvoetbaltoernooi van Manaus in 2021.
Op 24 juli 2023 maakte Borges haar WK-debuut voor Brazilië in hun openingswedstrijd tegen Panama, waarbij ze een hattrick scoorde en een assist gaf in de wedstrijd die door Brazilië gewonnen werd met 4-0. Ze werd na de wedstrijd uitgeroepen tot "speler van de wedstrijd".